# 1928年6月3日月食
1928年6月3日月食为一次在协调世界时1928年6月3日出現的月全食。該次月食半影食分為2.335、全影食分為1.247。偏食維持了112分，全食維持38分。

## 概述
這次月食的食分是16.74，偏食維持了112分，全食維持38分。

## 基本參數
- 類型：月全食
- 食甚資料：
  - 日期：1928年6月3日
  - 時間：12:10
  - 月球位置：赤經16.74度、赤緯-22.6度
  - 食分：半影食分：2.335、全影食分：1.247
  - 持續時間：偏食112分、全食38分

## 外部連結
- NASA月食專頁（页面存档备份，存于）（英文）